# Chiarhuyo
Chiarhuyo mit dem Hauptortsteil Chijipina ist eine Ortschaft im Departamento La Paz im südamerikanischen Anden-Staat Bolivien.

## Lage im Nahraum
Chiarhuyo ist eine Streusiedlung im Kanton Warisata im Municipio Achacachi in der Provinz Omasuyos. Die Ortschaft liegt auf einer Höhe von 3865 m am Südrand der Cordillera Muñecas, nur zehn Kilometer Luftlinie östlich des Golf von Achacachi im südöstlichen Teil des Titicacasees. Durch die Ortschaft fließt der Río Corhuar Jahuira, der die Schmelzwässer des Yacuma-Gletschers aus der Laguna San Francisco in den Golf von Achacachi transportiert.

## Geographie
Chiarhuyo liegt auf dem bolivianischen Altiplano zwischen den Anden-Gebirgsketten der Cordillera Occidental im Westen und der Cordillera Central im Osten. Das Klima der Region leitet sich ab aus der Höhenlage auf dem Altiplano und der Nähe zur großen Wasserfläche des Titicacasees, der die Temperaturschwankungen abmildert.
Die Jahresdurchschnittstemperatur liegt bei 11 °C (siehe Klimadiagramm Achacachi), wobei der Monatsdurchschnitt im kältesten Monat (Juli) mit 8 °C nur wenig von den wärmsten Monaten (November bis März) mit 12 °C abweicht. Das Klima ist arid von Juni bis August mit nur sporadischen Niederschlägen und humid in den Sommermonaten, vor allem von Dezember bis März, mit Monatsniederschlägen von teilweise mehr als 100 mm. Der Jahresniederschlag liegt bei etwa 600 mm.

## Verkehrsnetz
Chiarhuyo liegt in einer Entfernung von 102 Straßenkilometern nordwestlich von La Paz, der Hauptstadt des gleichnamigen Departamentos.
Von La Paz führt die asphaltierte Nationalstraße Ruta 2 in nordwestlicher Richtung 70 Kilometer bis Huarina, von dort zweigt in nördlicher Richtung die Ruta 16 ab, die nach 23 Kilometern Achacachi erreicht. Direkt hinter Achacachi zweigt nach Nordosten hin eine Landstraße Richtung Warisata ab, die über Sorata nach Mapiri in den Yungas am Ostrand der Gebirgskette der Cordillera Central führt. Nach vier Kilometern auf dieser Landstraße, auf halbem Weg nach Warisata, zweigt eine unbefestigte Landstraße in östlicher Richtung ab und erreicht nach fünf Kilometern Chiarhuyo.

## Bevölkerung
Die Einwohnerzahl der Ortschaft war in den vergangenen beiden Jahrzehnten deutlichen Schwankungen unterworfen:
| Jahr | Einwohner | Quelle       |
| ---- | --------- | ------------ |
| 1992 | 139       | Volkszählung |
| 2001 | 311       | Volkszählung |
| 2012 | 168       | Volkszählung |
| 2024 |           | Volkszählung |

Die Region weist einen hohen Anteil an Aymara-Bevölkerung auf, im Municipio Collana sprechen 94,1 Prozent der Bevölkerung Aymara.